# 帕倫克國家公園
17°29′N 92°03′W / 17.483°N 92.050°W

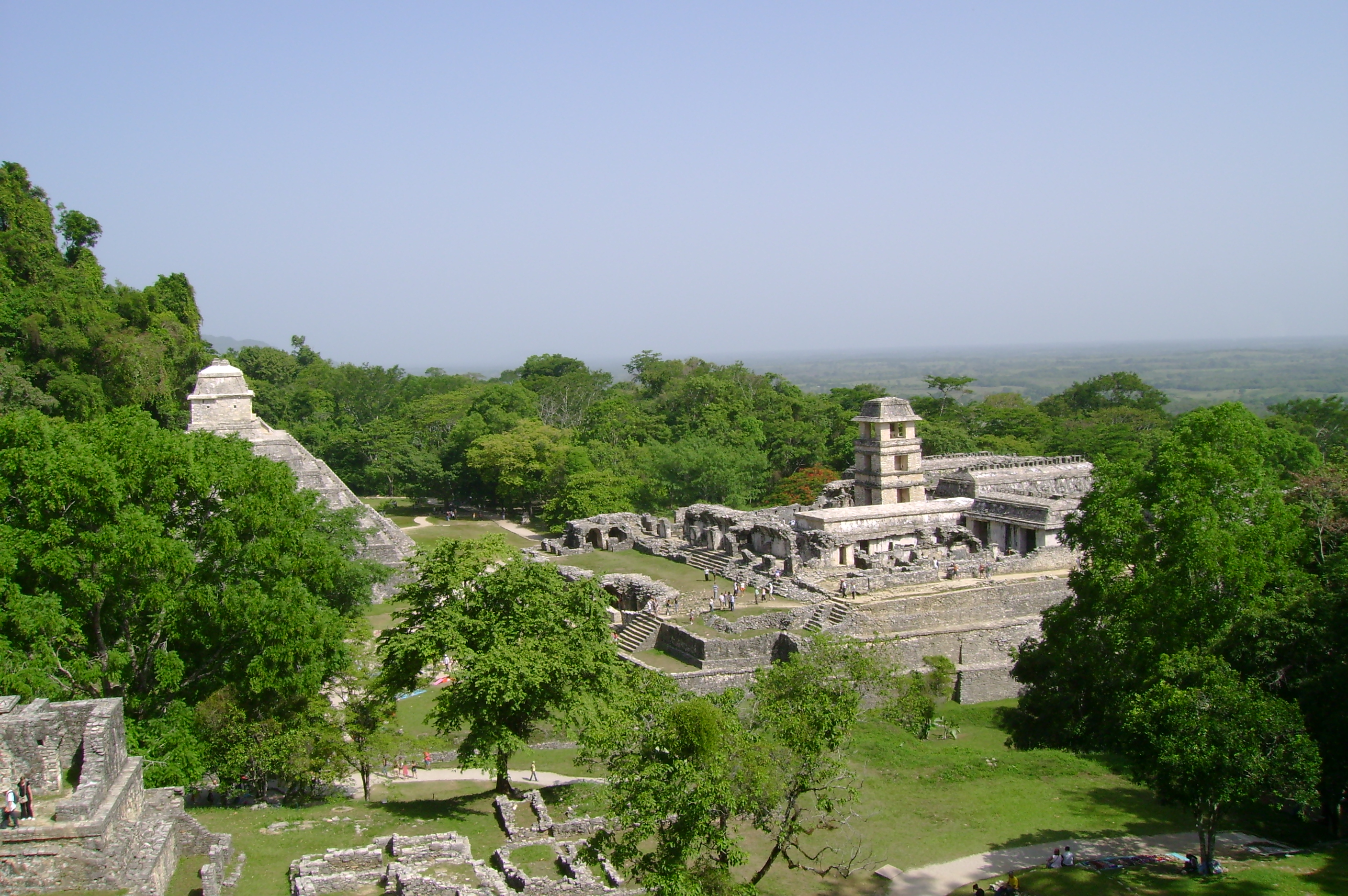

帕倫克國家公園是墨西哥的國家公園，由恰帕斯州負責管轄，距離首府圖斯特拉－古鐵雷斯150公里，始建於1981年7月20日，面積17平方公里。